# Alfonso de Orleans-Borbón (1968)
Pour les articles homonymes, voir Alphonse d'Orléans.
Alfonso de Orleans-Borbón y Ferrara-Pignatelli (en français : Alphonse d'Orléans), 7e duc de Galliera, né le 2 janvier 1968 à Santa Cruz de Tenerife, aux Îles Canaries, en Espagne, est un membre de la famille du roi d'Espagne. Il est le propriétaire et le président de l’écurie automobile espagnole Racing Engineering.

## Famille

Armoiries des ducs de Galliera.

Alfonso de Orleans-Borbón est le fils d'Alonso de Orleans-Borbón y Parodi Delfino (1941-1975) et de son épouse, l'italienne Emilia Ferrara-Pignatelli (1940), elle-même fille de Vincenzo Ferrara-Pignatelli, prince de Strongoli, et de Francesca Pulci-Doria di Montepulciano.
Par son père, le duc de Galliera descend du prince Antoine d’Orléans (1824-1890), duc de Montpensier, et du roi des Français Louis-Philippe Ier. Il est également le descendant de la reine Isabelle II d’Espagne (1830-1904) et de sa sœur l’infante Louise-Fernande de Bourbon (1832-1897). Cependant, Alfonso de Orleans-Borbón n’est pas infant d’Espagne parce que son père et son grand-père ont tous deux conclu des mariages morganatiques avec des aristocrates italiennes.
Le 28 mars 1994 à Paris, le duc de Galliera épouse civilement la roturière belge Véronique Goeders (1970), elle-même fille de Jean-Marie Goeders et d'Anne-Marie Grosjean. Le couple divorce en 2001. De cette union naît un enfant :
- Alonso Juan de Orleans-Borbón y Goeders (né à Paris, le 15 juillet 1994).

## Racing Engineering
En 1999, Alfonso de Orleans-Borbón crée, sur ses terres de Sanlúcar de Barrameda, l’écurie espagnole Racing Engineering qui participe aux compétitions de GP2 Series, de World Series by Renault, 24 Heures du Mans et de F3 espagnole. Depuis sa fondation, cette écurie a obtenu les meilleurs résultats en F3 espagnole en se qualifiant six fois comme championne entre 2001 et 2006 et en obtenant le titre de meilleur pilote en 2001, en 2003 et en 2004. En 2002, Racing Engineering a également réussi à remporter le championnat de World Series by Renault.